# Densidade do ar
A densidade do ar, ρ (em grego: rô), mais corretamente denominada massa específica do ar, é a massa por unidade de volume da Atmosfera da Terra.
A densidade do ar é uma importante variável na dinâmica da atmosfera, o aquecimento e resfriamento do ar alteram a sua densidade isso provoca o deslocamento do ar com a formação de brisas marítimas, ventos e a própria circulação atmosférica. A densidade do ar, assim como a pressão do ar, diminui com o aumento da altitude. Também sofre alterações com a variação da temperatura, umidade ou composição do ar seco.
A ISA (Atmosfera Padrão Internacional), considera que ao nível do mar e a 15 °C o ar tem uma densidade de cerca de 1,225 kg/m3 (0,001225 g/cm3, 0,0023769 slugs/ft3).
Em diversos ramos da ciência a propriedade é utilizada em pesquisa, ciência aplicada e tecnologia. Em muitos equipamentos e processos a densidade do ar influi no desempenho, em outros é alterada em relação a densidade atmosférica para sua utilização, um exemplo é a pressurização do ar para uso em cilindro de mergulho no mergulho autônomo em profundidades menores.

## Fenômenos atmosféricos
O aquecimento e resfriamento do ar alteram a sua densidade, este quando aquecido diminui de densidade e tende a subir (como o "ar" quente em um balão o eleva); e quando resfriado aumenta de densidade e tende a descer (como o ar de um refrigerador que ao ser aberto escoa para baixo). Esses comportamentos acoplados provocam a formação de correntes de ar como brisas marítimas, ventos e a própria circulação atmosférica. Deve-se salientar que o aquecimento e resfriamento do ar atmosférico e consequentemente as alterações de densidade do ar, são na sua maior parte provocados por duas fontes:
- pelo calor recebido do sol durante o dia e o calor perdido para o espaço especialmente nas regiões polares, esse calor é transferido principalmente pela (ou para) a superfície terrestre, aqui consideradas massas de terra ou de água como os oceanos, mares e lagos e em menor proporção absorvido como radiação diretamente pelo ar.
- pela transferência de umidade pelo (ou para) o ar atmosférico que devido a grande quantidade de calor fornecido (ou retirado) pela condensação (ou evaporação) da água provoca alterações significativas nos fenômenos meteorológicos.

Como exemplo do emprego da densidade do ar na descrição meteorológica da atmosfera terrestre podemos citar a sua utilização na dinâmica da atmosfera, no movimento de parcelas de ar, forma científica de caracterizar o fenômeno vento e em decorrência também a circulação atmosférica. A variação na quantidade de movimento de uma parcela de ar ocorre devido a ação de três forças segundo a equação do movimento abaixo:
{\displaystyle {\frac {D{\mathbf {u} }}{Dt}}=-{\frac {1}{\rho }}\nabla p-g{\mathbf {\hat {z}} }+{\mathcal {F}}}  
onde:
{\displaystyle {\mathbf {u} }=} velocidade da parcela de ar
{\displaystyle D{\mathbf {u} }=} variação da velocidade da parcela de ar
{\displaystyle Dt=} variação do tempo
{\displaystyle \rho =} densidade do ar
{\displaystyle \nabla p=} gradiente de pressão
{\displaystyle {\frac {1}{\rho }}\nabla p=} efeito do gradiente de pressão
{\displaystyle g=} constante gravitacional
{\displaystyle {\mathbf {\hat {z}} }=} vetor unitário espacial vertical
{\displaystyle g{\mathbf {\hat {z}} }=} efeito da gravidade
{\displaystyle {\mathcal {F}}=} força de fricção por unidade de massa
- Note que na equação acima os termos tem unidade de aceleração. Na equação acima a densidade do ar é parte do cálculo da parcela de força do gradiente de pressão.

## Umidade (vapor d'água)
A contribuição da umidade (vapor d'água) na densidade do ar é pequena quando comparada com o ar seco. A umidade do ar na troposfera pode variar rapidamente sob influência das condições meteorológicas e isso aliado ao fato de serem necessárias medições adicionais para a sua quantificação, em alguns modelos da atmosfera e cálculos ela é desconsiderada. Exemplificando consideremos um caso ao nível do mar com temperatura de 27 °C e com umidade de 80% para o ar seco temos uma densidade de 1,176073 kg.m-3, se considerarmos o ar úmido a densidade cai para o valor de 1,1635405 kg.m-3, sendo a variação de 1,1449%, que pode ser desconsiderada em um cálculo aproximado. Contudo quando é necessário maior rigor e exatidão ou quando a umidade é uma variável importante para o estudo ou processo avaliado sua contribuição é considerada, duas das formas de quantificar a umidade no ar é o uso do higrômetro, e das temperaturas de bulbo seco e bulbo úmido, com o cálculo da umidade presente usando tabelas ou equações psicométricas.
E importante notar que o acréscimo do vapor d'água no ar (tornando o ar úmido) reduz a densidade do ar, o que pode parecer inicialmente contra-intuitivo.
Isso ocorre porque a massa molar da água (aproximadamente 18 g/mol) é menor que a massa molar do ar seco (aproximadamente 29 g/mol). Para qualquer gás, a uma dada temperatura e pressão, o número de moléculas presente é constante para um dado volume (veja Lei de Avogadro). Assim, quando as moléculas de água (vapor d'água) são adicionados a um determinado volume de ar, as moléculas de ar seco devem diminuir no mesmo número, para evitar o aumento da pressão ou da temperatura. Por isso, a massa por unidade de volume do gás (a sua densidade) diminui.

## Compressibilidade
O ar é compressível assim como gases, líquidos e sólidos, todos são compressíveis em maior ou menor extensão, sendo a compressibilidade do ar alta se comparada com líquidos e sólidos. A variação da densidade do ar com o aumento da altitude sob ação da gravidade é um exemplo da compressibilidade do ar, assim como a expansão do ar dentro dos pulmões de um mergulhador que, ao subir à superfície, é obrigado a expelir o volume excedente para não sofrer embolia. Na dinâmica dos fluidos  são estudados o comportamento e propriedades de escoamento dos fluidos como o ar e sua densidade. Em estudos nos quais a velocidade do ar é menor que 100 m.s-1 é possível considerar o ar incompressível sem grande perda de precisão nos cálculos de escoamento, contudo essa simplificação é uma idealização, não existem no mundo real fluidos incompressíveis. O ar ao ser comprimido, em uma compressão adiabática, além da densidade aumenta sua pressão e temperatura; assim como diminui de temperatura ao se expandir adiabáticamente, disso decorre o resfriamento do ar com a altitude ao se elevar do nível do mar à tropopausa. Na troposfera terrestre o decréscimo de temperatura é aproximadamente de -6,5 °C por quilômetro de altitude acima do nível do mar até a tropopausa.

## Altitude
Com o aumento da altitude o ar diminui de densidade tornando-se mais rarefeito, isso ocorre devido a gravidade da Terra exercer sua força sempre no sentido do centro do planeta, mantendo o ar próximo ao nível do mar em maior concentração.
A variação da densidade com a altitude é importante para alguns ramos da ciência como aeronáutica e astronáutica tendo sido elaborados métodos de cálculo e tabelas para permitir a padronização dos resultados das variáveis atmosféricas como temperatura, pressão, densidade e composição, a exemplo da Atmosfera Internacional Padrão e suas extensões utilizadas pela aviação civil e da NRLMSISE-00 utilizada para estudos sobre satélites, como nos cálculos de arrasto aerodinâmico de satélites em órbitas baixas. A figura Densidade do Ar exemplifica os valores de diversos pontos e altitudes para a densidade do ar

## Pesquisa e ciência aplicada
A densidade do ar é uma propriedade utilizada em diversos ramos da ciência como aeronáutica; análise gravimétrica; a indústria de ar condicionado; a pesquisa atmosférica e meteorologia; a engenharia agrícola em sua modelagem e monitoramento de Transferências Solo-Vegetação-Atmosfera (SVAT); e a comunidade de engenharia que se ocupa com o ar comprimido como utilidade na indústria, nos processos de aquecimento, secagem e resfriamento na indústria, a exemplo de torres de resfriamento, processos de vácuo e alto vácuo, processos de alta pressão, processos de combustão a gás ou a óleos leves como turbinas que alimentam aeronaves e geradores ou fornos de aquecimento, e ar condicionado para uso em minas profundas ou para cápsulas espaciais.

## Tecnologia

Compressão por pistão

Diversos equipamentos e processos em varias áreas da atividade humana são dependentes das variações da densidade do ar, como exemplo na aeronáutica a potência de um motor de combustão interna e a sustentação de aeronaves são dependentes dessa variável, ambas diminuem quando a densidade do ar diminui como ocorre em grandes altitudes limitando a altitude de operação de aeronaves.
Outros equipamentos e processos tem como função direta ou indireta alterar a densidade do ar de maneira a obter o resultado desejado na sua aplicação. Nesses equipamentos e processos a densidade do ar é alterada em relação a densidade atmosférica local, podendo o ar ser comprimido (aumento de sua densidade), como no ar comprimido utilizado para uma pistola de pintura; ou pode ser rarefeito (diminuição da sua densidade), como nos sistemas de embalagem à vácuo usados para preservar as características de produtos alimentícios à exemplo do café. Nesses processos são utilizados equipamentos que aumentam a densidade do ar como os compressores (ver figura: Compressão por pistão), e para equipamentos que diminuem a densidade do ar podemos citar as bombas de vácuo. Cada equipamento e processo tem suas características de projeto definidas de acordo com especificações calculadas com base em propriedades do ar como a densidade, temperatura, pressão e outras variáveis necessárias para o correto funcionamento do processo ou equipamento.
Ainda podemos citar os equipamentos e processos que atuam nas características psicrométricas do ar, alterando principalmente sua temperatura e umidade de forma a condicionar o ar para ambientes controlados, os sistemas de condicionamento de ar para o conforto humano ou para conservação do acervo de museus, são exemplos dessas aplicações.

## Cálculos da densidade do ar
Dependendo dos instrumentos de medição, utilização, área de conhecimento e rigor necessário do resultado, são utilizados diferentes critérios de cálculo e conjuntos de equações para o cálculo do valor da densidade do ar. Neste tópico são exemplificados alguns cálculos com as principais variáveis envolvidas. Os valores apresentados são valores usuais, embora diferentes valores possam ser encontrados em outras referências, dependendo dos critérios de cálculo utilizados. Além disso deve-se ter atenção ao fato de o ar ser uma mistura de gases e os cálculos sempre simplificam, em maior ou menor grau, as propriedades da mistura e os valores de composição de acordo com os critérios de cálculo utilizados.

### Variáveis da densidade do ar

#### Temperatura e pressão
A densidade do ar seco pode ser calculada usando a lei dos gases ideais, expressa como função da temperatura e da pressão:
{\displaystyle \rho ={\frac {p}{R_{\rm {especifico}}T}}}
onde:
{\displaystyle \rho =} densidade do ar
{\displaystyle p=} pressão absoluta
{\displaystyle T=} temperatura absoluta
{\displaystyle R_{\rm {especifico}}=} constante específica do gás para o ar seco
A constante específica dos gases para o ar seco é 287,058 J/(kg·K) em unidades SI, e 53,35 (ft·lbf)/(lbm·°R) nos sistemas americano e inglês. Este valor pode variar um pouco dependendo da composição molecular do ar em um determinado local.
Resultando:
- Nas condições padrão de temperatura e pressão, conforme IUPAC (0 °C e 100 kPa), o ar seco tem uma densidade de 1,2754 kg/m3.
- Para 20 °C e 101,325 kPa, o ar seco tem uma densidade de 1,2041 kg/m3.
- Para 70 °F e 14,696 psi, o ar seco tem uma densidade de 0,074887lbm/ft3.

A tabela seguinte ilustra a relação temperatura e densidade do ar a 1 atm ou 101,325 kPa:
| Temperatura T em °C | Velocidade do Som c em m·s−1 | Densidade do ar ρ em kg·m−3 | Impedância acústica Z em N·s·m−3 |
| --- | ---------------------------- | --------------------------- | -------------------------------- |
| +35 | 351,88                       | 1,1455                      | 403,2                            |
| +30 | 349,02                       | 1,1644                      | 406,5                            |
| +25 | 346,13                       | 1,1839                      | 409,4                            |
| +20 | 343,21                       | 1,2041                      | 413,3                            |
| +15 | 340,27                       | 1,2250                      | 416,9                            |
| +10 | 337,31                       | 1,2466                      | 420,5                            |
| +5 | 334,32                       | 1,2690                      | 424,3                            |
| 0 | 331,30                       | 1,2922                      | 428,0                            |
| −5 | 328,25                       | 1,3163                      | 432,1                            |
| −10 | 325,18                       | 1,3413                      | 436,1                            |
| −15 | 322,07                       | 1,3673                      | 440,3                            |
| −20 | 318,94                       | 1,3943                      | 444,6                            |
| −25 | 315,77                       | 1,4224                      | 449,1                            |
| Esta tabela ilustra a relação da velocidade do som, densidade, e impedância acústica do ar com a temperatura do ar, a 1 atm ou 101,325 kPa |                              |                             |                                  |

#### Umidade (vapor d'água)
A densidade do ar úmido pode ser calculada como a mistura de gases ideais. Nesse caso, a pressão parcial do vapor d'água é denominada pressão de vapor. Usando este método, o erro no cálculo da densidade é menor que 0,2% no intervalo de −10 °C a 50 °C.
A densidade é obtida por:
{\displaystyle \rho _{\,\mathrm {ar~umido} }={\frac {p_{d}}{R_{d}T}}+{\frac {p_{v}}{R_{v}T}}={\frac {p_{d}M_{d}+p_{v}M_{v}}{RT}}\,}  
onde:
{\displaystyle \rho _{\,\mathrm {ar~umido} }=} Densidade do ar úmido (kg/m³)
{\displaystyle p_{d}=} Pressão parcial do ar seco (Pa)
{\displaystyle R_{d}=} Constante específica do gás para o ar seco, 287,058 J/(kg·K)
{\displaystyle T=} Temperatura (K)
{\displaystyle p_{v}=} Pressão do vapor d'água (Pa)
{\displaystyle R_{v}=} Constante específica do gás para o vapor d'água, 461,495 J/(kg·K)
{\displaystyle M_{d}=} Massa molar do ar seco, 0,028964 kg/mol
{\displaystyle M_{v}=} Massa molar do vapor d'água, 0,018016 kg/mol
{\displaystyle R=} Constante do gás ideal, 8,314 J/(K·mol)

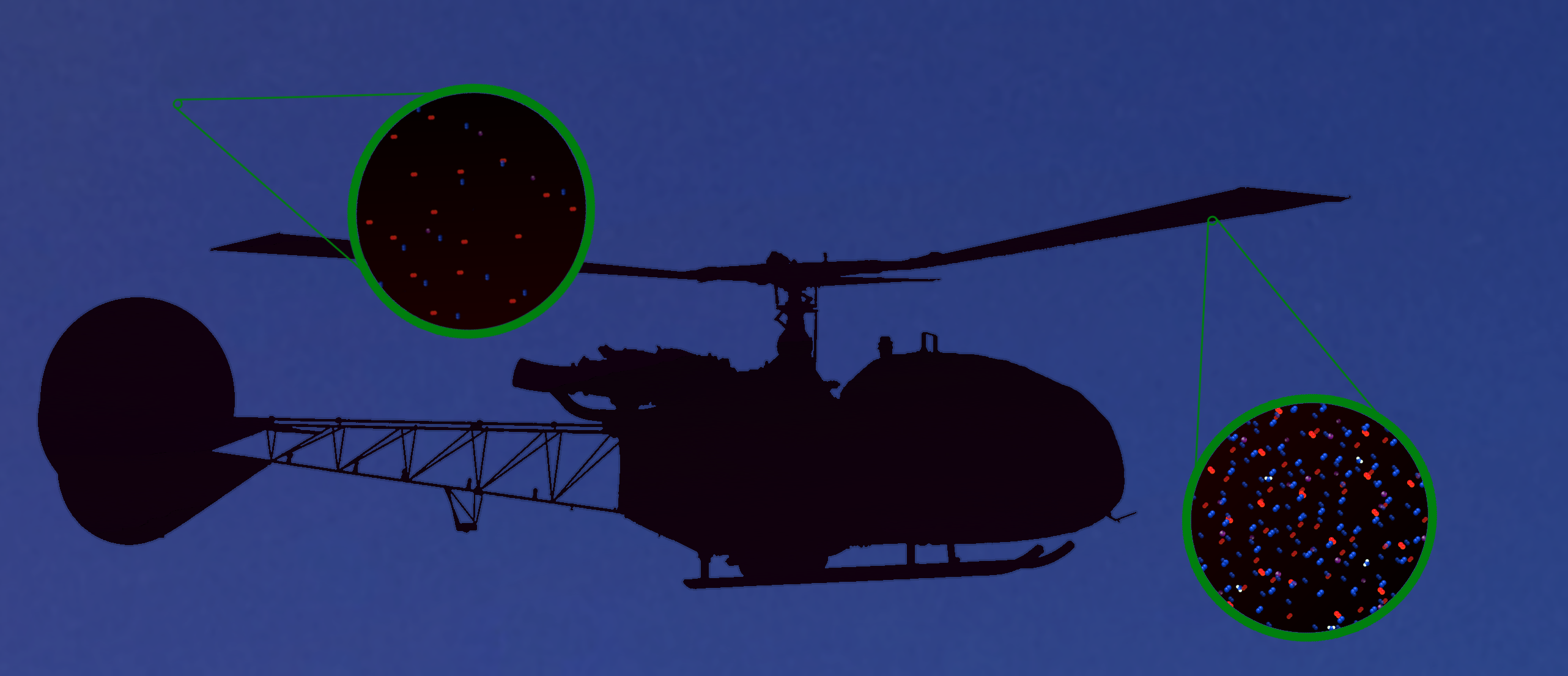
Aumentando a densidade do ar: A direita desta figura uma microscópica porção da superfície curva de uma pá de rotor empurra o ar para baixo aumentando sua densidade. A esquerda da figura o ar permanece com a sua densidade local.

A pressão de vapor da água pode ser calculada pela pressão de saturação do vapor e a umidade relativa, sendo obtida por:
{\displaystyle p_{v}=\phi p_{\mathrm {sat} }\,}
onde:
{\displaystyle p_{v}=} Pressão de vapor da água
{\displaystyle \phi =} Umidade relativa
{\displaystyle p_{\mathrm {sat} }=} Pressão de saturação do vapor
A pressão de saturação de vapor d'água em qualquer temperatura é a pressão de vapor quando a umidade relativa é de 100%.
Uma equação usada para obter a pressão de saturação do vapor é:
{\displaystyle p_{\mathrm {sat} }=6,1078\times 10^{\frac {7,5T}{T+237,3}}}
onde {\displaystyle T=} é em graus C.
Nota:
- Este resultado da equação dará a pressão em hPa (100 Pa, equivalente a unidade em desuso milibar, 1 mbar = 0,001 bar = 0,1 kPa)

A pressão parcial do ar seco {\displaystyle p_{d}} é obtida considerando a pressão parcial, resultando em:
{\displaystyle p_{d}=p-p_{v}\,}
Onde {\displaystyle p} simplesmente denota o valor observado da pressão absoluta.

#### Altitude

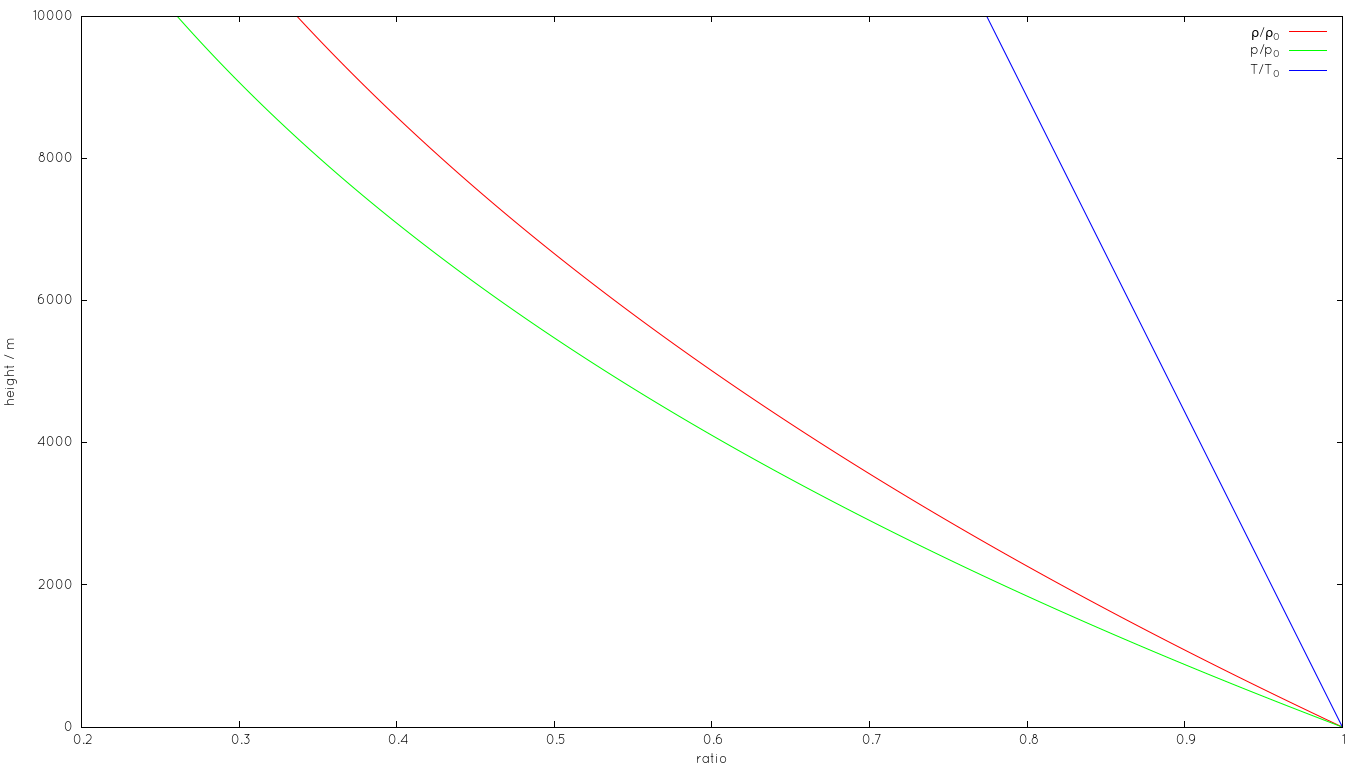
Atmosfera Padrão: p_{0}=101,325 kPa,T_{0}=288,15 K, =1,225 kg.m^{-3}

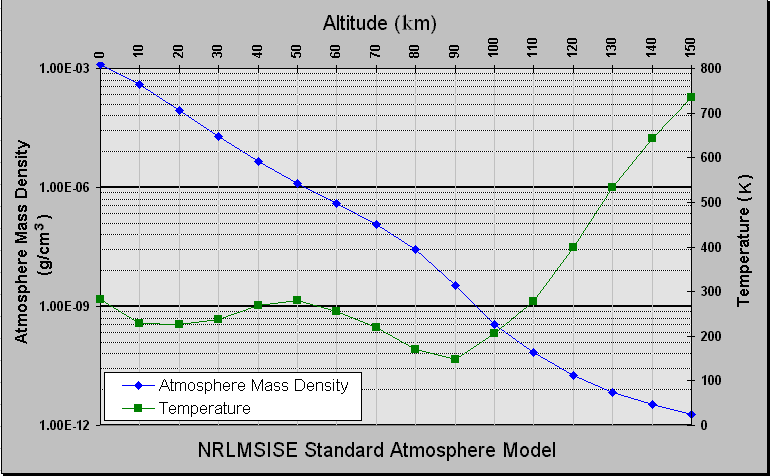
Atmosfera modelo NRLMSISE

Para calcular a densidade do ar em função da altitude, são necessários parâmetros adicionais. Eles estão listados abaixo, juntamente com os seus valores de acordo com a Atmosfera padrão internacional, utilizando no cálculo a constante de gás universal e o mol do ar substituindo a constante específica do ar:
{\displaystyle p_{0}=} pressão atmosférica padrão ao nível do mar, 101,325 kPa
{\displaystyle T_{0}=} temperatura atmosférica padrão ao nível do mar, 288,15 K
{\displaystyle g=} aceleração da gravidade ao nível do solo, 9,80665 m/s2
{\displaystyle L=} taxa de gradiente adiabático, 0,0065 K/m
{\displaystyle R=} constante do gás ideal, 8,31447 J/(mol·K)
{\displaystyle M=} massa molar do ar seco, 0,0289644 kg/mol
A temperatura na altitude {\displaystyle h} em metros acima do nível do mar é aproximada pela seguinte fórmula (somente válida dentro da troposfera)
{\displaystyle T=T_{0}-Lh\,}
A pressão a uma altitude {\displaystyle h} em metros é obtida por:
{\displaystyle p=p_{0}\left(1-{\frac {Lh}{T_{0}}}\right)^{\frac {gM}{RL}}}
A densidade pode ser calculada de acordo com a equação molar da lei do gás ideal:
{\displaystyle \rho ={\frac {pM}{RT}}\,}
onde:
{\displaystyle M=} massa molar
{\displaystyle R=} constante do gás ideal
{\displaystyle T=} temperatura absoluta
{\displaystyle p=} pressão absoluta tem de estar em Pa e não em kPa, acima.

#### Composição
A composição do ar adotada para cada conjunto de equações varia de acordo com as referências utilizadas. Na tabela abaixo são listados alguns exemplos de composição do ar de acordo com as referências indicadas. As diferenças, apesar de pequenas, definem em todas as formulações a massa molar estimada do ar seco. É importante ressaltar que alguns dos exemplos não estão normalizados para que a composição seja igual à unidade (100%), requerendo que os valores sejam normalizados antes de serem utilizados.
| Gás (e outros)                        | Gás (e outros) | Volume por vários                                                          | Volume por vários                                                          | Volume por CIPM-2007                                                       | Volume por CIPM-2007                                                       | Volume por ASHRAE                                                          | Volume por ASHRAE                                                          | Volume por Schlatter                                                       | Volume por Schlatter                                                       | Volume por ICAO                                                            | Volume por ICAO                                                            | Volume por US StdAtm76                                                     | Volume por US StdAtm76                                                     | ▼ Toque este texto para expandir ou colapsar a tabela ▲ |
| Gás (e outros)                        | Gás (e outros) | ppmv                                                                       | percentil                                                                  | ppmv                                                                       | percentil                                                                  | ppmv                                                                       | percentil                                                                  | ppmv                                                                       | percentil                                                                  | ppmv                                                                       | percentil                                                                  | ppmv                                                                       | percentil                                                                  | ▼ Toque este texto para expandir ou colapsar a tabela ▲ |
| Nitrogênio                            | (N2)           | 780.840                                                                    | (78,084%)                                                                  | 780.848                                                                    | (78,848%)                                                                  | 780.818                                                                    | (78,818%)                                                                  | 780.840                                                                    | (78,084%)                                                                  | 780.840                                                                    | (78,084%)                                                                  | 780.840                                                                    | (78,084%)                                                                  | ▼ Toque este texto para expandir ou colapsar a tabela ▲ |
| Oxigênio                              | (O2)           | 209.460                                                                    | (20,946%)                                                                  | 209.390                                                                    | (20,9390%)                                                                 | 209.435                                                                    | (20,9435%)                                                                 | 209.460                                                                    | (20,946%)                                                                  | 209.476                                                                    | (20,9476%)                                                                 | 209.476                                                                    | (20,9476%)                                                                 | ▼ Toque este texto para expandir ou colapsar a tabela ▲ |
| Argônio                               | (Ar)           | 9.340                                                                      | (0,9340%)                                                                  | 9.332                                                                      | (0,9332%)                                                                  | 9.332                                                                      | (0,9332%)                                                                  | 9.340                                                                      | (0,9340%)                                                                  | 9.340                                                                      | (0,9340%)                                                                  | 9.340                                                                      | (0,9340%)                                                                  | ▼ Toque este texto para expandir ou colapsar a tabela ▲ |
| Dióxido de Carbono                    | (CO2)          | 397                                                                        | (0,0397%)                                                                  | 400                                                                        | (0,0400%)                                                                  | 385                                                                        | (0,0385%)                                                                  | 384                                                                        | (0,0384%)                                                                  | 314                                                                        | (0,0314%)                                                                  | 314                                                                        | (0,0314%)                                                                  | ▼ Toque este texto para expandir ou colapsar a tabela ▲ |
| Neón                                  | (Ne)           | 18,18                                                                      | (0,001818%)                                                                | 18,2                                                                       | (0,00182%)                                                                 | 18,2                                                                       | (0,00182%)                                                                 | 18,18                                                                      | (0,001818%)                                                                | 18,18                                                                      | (0,001818%)                                                                | 18,18                                                                      | (0,001818% )                                                               | ▼ Toque este texto para expandir ou colapsar a tabela ▲ |
| Hélio                                 | (He)           | 5,24                                                                       | (0,000524%)                                                                | 5,2                                                                        | (0,00052%)                                                                 | 5,2                                                                        | (0,00052%)                                                                 | 5,24                                                                       | (0,000524%)                                                                | 5,24                                                                       | (0,000524%)                                                                | 5,24                                                                       | (0,000524% )                                                               | ▼ Toque este texto para expandir ou colapsar a tabela ▲ |
| Metano                                | (CH4)          | 1,79                                                                       | (0,000179%)                                                                | 1,5                                                                        | (0,00015%)                                                                 | 1,5                                                                        | (0,00015%)                                                                 | 1,774                                                                      | (0,0001774%)                                                               | 2                                                                          | (0,0002%)                                                                  | 2                                                                          | (0,0002%)                                                                  | ▼ Toque este texto para expandir ou colapsar a tabela ▲ |
| Kriptônio                             | (Kr)           | 1,14                                                                       | (0,000114%)                                                                | 1,1                                                                        | (0,00011%)                                                                 | 1,1                                                                        | (0,00011%)                                                                 | 1,14                                                                       | (0,000114%)                                                                | 1,14                                                                       | (0,000114%)                                                                | 1,14                                                                       | (0,000114%)                                                                | ▼ Toque este texto para expandir ou colapsar a tabela ▲ |
| Hidrogênio                            | (H2)           | 0,55                                                                       | (0,000055%)                                                                | 0,5                                                                        | (0,00005%)                                                                 | 0,5                                                                        | (0,00005%)                                                                 | 0,56                                                                       | (0,000056%)                                                                | 0,5                                                                        | (0,00005%)                                                                 | 0,5                                                                        | (0,00005%)                                                                 | ▼ Toque este texto para expandir ou colapsar a tabela ▲ |
| Óxido Nitroso                         | (N2O)          | 0,325                                                                      | (0,0000325%)                                                               | 0,3                                                                        | (0,00003%)                                                                 | 0,3                                                                        | (0,00003%)                                                                 | 0,320                                                                      | (0,0000320%)                                                               | 0,5                                                                        | (0,00005%)                                                                 | -                                                                          | -                                                                          | ▼ Toque este texto para expandir ou colapsar a tabela ▲ |
| Monóxido de Carbono                   | (CO)           | 0,1                                                                        | (0,00001% )                                                                | 0,2                                                                        | (0,00002%)                                                                 | 0,2                                                                        | (0,00002%)                                                                 | -                                                                          | -                                                                          | -                                                                          | -                                                                          | -                                                                          | -                                                                          | ▼ Toque este texto para expandir ou colapsar a tabela ▲ |
| Xenônio                               | (Xe)           | 0,09                                                                       | (0,000009%)                                                                | 0,1                                                                        | (0,00001%)                                                                 | 0,1                                                                        | (0,00001%)                                                                 | 0,09                                                                       | (0,000009%)                                                                | 0,087                                                                      | (0,0000087%)                                                               | 0,087                                                                      | (0,0000087%)                                                               | ▼ Toque este texto para expandir ou colapsar a tabela ▲ |
| Dióxido de Nitrogênio                 | (NO2)          | 0,02                                                                       | (0,000002%)                                                                | -                                                                          | -                                                                          | -                                                                          | -                                                                          | -                                                                          | -                                                                          | até 0,02                                                                   | até (0,000002%)                                                            | -                                                                          | -                                                                          | ▼ Toque este texto para expandir ou colapsar a tabela ▲ |
| Iodo                                  | (I2)           | 0,01                                                                       | (0,000001%)                                                                | -                                                                          | -                                                                          | -                                                                          | -                                                                          | -                                                                          | -                                                                          | até 0,01                                                                   | até (0,000001%)                                                            | -                                                                          | -                                                                          | ▼ Toque este texto para expandir ou colapsar a tabela ▲ |
| Amônia                                | (NH3)          | traços                                                                     | traços                                                                     | -                                                                          | -                                                                          | -                                                                          | -                                                                          | -                                                                          | -                                                                          |                                                                            |                                                                            | -                                                                          | -                                                                          | ▼ Toque este texto para expandir ou colapsar a tabela ▲ |
| Dióxido de Enxofre                    | (SO2)          | traços                                                                     | traços                                                                     | -                                                                          | -                                                                          | -                                                                          | -                                                                          | -                                                                          | -                                                                          | até 1,00                                                                   | até (0,0001%)                                                              | -                                                                          | -                                                                          | ▼ Toque este texto para expandir ou colapsar a tabela ▲ |
| Ozônio                                | (O3)           | 0,02 to 0,07                                                               | (2 to 7×10−6%)                                                             | -                                                                          | -                                                                          | -                                                                          | -                                                                          | 0,01 to 0,10                                                               | (1 to 10×10−6%)                                                            | até 0,02 to 0,07                                                           | até (2 to 7×10−6%)                                                         | -                                                                          | -                                                                          | ▼ Toque este texto para expandir ou colapsar a tabela ▲ |
| Traços para 30 ppm                    | (----)         | -                                                                          | -                                                                          | -                                                                          | -                                                                          | 2,9                                                                        | (0,00029%)                                                                 | -                                                                          | -                                                                          | -                                                                          | -                                                                          | -                                                                          | -                                                                          | ▼ Toque este texto para expandir ou colapsar a tabela ▲ |
| Ar seco total                         | (ar)           | 1.000.064,445                                                              | (100,0064445%)                                                             | 999.997,100                                                                | (99,9997100%)                                                              | 1.000.000,000                                                              | (100,0000000%)                                                             | 1.000.051,404                                                              | (100,0051404%)                                                             | 999.998,677                                                                | (99,9998677%)                                                              | 1.000.080,147                                                              | (100,0080147%)                                                             | ▼ Toque este texto para expandir ou colapsar a tabela ▲ |
| Não incluído na atmosfera seca acima: |                |                                                                            |                                                                            |                                                                            |                                                                            |                                                                            |                                                                            |                                                                            |                                                                            |                                                                            |                                                                            |                                                                            |                                                                            | ▼ Toque este texto para expandir ou colapsar a tabela ▲ |
| Vapor d'água                          | (H2O)          | ~0,25% em massa para toda a atmosfera, localmente de 0,001%–5% por volume. | ~0,25% em massa para toda a atmosfera, localmente de 0,001%–5% por volume. | ~0,25% em massa para toda a atmosfera, localmente de 0,001%–5% por volume. | ~0,25% em massa para toda a atmosfera, localmente de 0,001%–5% por volume. | ~0,25% em massa para toda a atmosfera, localmente de 0,001%–5% por volume. | ~0,25% em massa para toda a atmosfera, localmente de 0,001%–5% por volume. | ~0,25% em massa para toda a atmosfera, localmente de 0,001%–5% por volume. | ~0,25% em massa para toda a atmosfera, localmente de 0,001%–5% por volume. | ~0,25% em massa para toda a atmosfera, localmente de 0,001%–5% por volume. | ~0,25% em massa para toda a atmosfera, localmente de 0,001%–5% por volume. | ~0,25% em massa para toda a atmosfera, localmente de 0,001%–5% por volume. | ~0,25% em massa para toda a atmosfera, localmente de 0,001%–5% por volume. | ▼ Toque este texto para expandir ou colapsar a tabela ▲ |
| 1. 2. 3. 4. 5. 6. 1. 2. 3. 4. 5. 6.   |                |                                                                            |                                                                            |                                                                            |                                                                            |                                                                            |                                                                            |                                                                            |                                                                            |                                                                            |                                                                            |                                                                            |                                                                            | ▼ Toque este texto para expandir ou colapsar a tabela ▲ |